# Wanniyala hakgala
Wanniyala hakgala is een spinnensoort uit de familie trilspinnen (Pholcidae). De soort komt voor in Sri Lanka.